# 马特·瑞安 (赛艇运动员)
马修·瑞安（英語：Matthew Ryan，1984年6月23日—），澳大利亚男子赛艇运动员。他曾代表澳大利亚参加2008年和2012年夏季奥林匹克运动会赛艇比赛，其中2008年奥运会获得一枚银牌。